# 佐藤勲平
佐藤 勲平（さとう くんぺい、1932年7月7日 - 2009年1月5日）は、日本の弁護士、元官僚、元検察官。元公正取引委員会委員。西村あさひ法律事務所顧問（オブ・カウンセル）として在職中に逝去。従三位。

## 人物
元検察官であるが、捜査・公判よりも、法務官僚としての経験が長く、公正取引委員会委員としての経験も有する。業務分野は、独占禁止法の運用にかかわる諸手続、刑事法令、出入国管理法令とのことであった。

## 略歴
- 1959年3月 東京大学法学部第一類卒業
- 1961年4月 司法修習修了（13期）後、東京地方検察庁検事任官
- 1970年 法務大臣官房秘書課付
- 1973年8月 法務省刑事局参事官
- 1977年3月-1983年 内閣法制局参事官
- 1985年5月-1987年 法務大臣官房審議官（入国管理局担当）
- 1989年6月-1991年 法務省保護局長
- 1991年4月-1993年 福岡地方検察庁検事正
- 1993年7月-1997年 公正取引委員会委員
- 1997年7月 定年退官。弁護士登録（第一東京弁護士会）
- 1997年8月 西村総合法律事務所常勤顧問
- 1997年9月-2000年3月 桐蔭横浜大学法学部教授
- 1997年-2008年 日本BBS連盟会長
- 1997年 更生保護法人日本更生保護協会評議員
- 1998年 財団法人矯正協会評議員
- 2003年 財団法人野口英世記念会監事
- 2007年 財団法人入管協会理事
- 2009年1月5日 脳内出血のため死去[1]